# Львівський інститут Українського державного університету науки і технологій
Львівський інститут Українського державного університету науки і технологій — вищий навчальний заклад міста Львова.

## Загальна інформація
Інститут має у складі 4 кафедри, на яких праціюють 48 науково-педагогічних працівників, із яких 6 докторів наук, професорів, 27 кандидатів наук, доцентів.

## Кафедри
Кафедра «Рухомий склад залізниць і колія»
Кафедра «Управління перевезеннями і технологічними процесами залізниць»
Кафедра «Економічної та гуманітарної підготовки фахівців залізничного траспрорту»
Кафедра «Загальноінженерної підготовки фахівців залізничного транспорту»

## Історія
У 1958 році для студентів-заочників, з метою наближення місця навчання до місця їх проживання Всесоюзним заочним інститутом інженерів залізничного транспорту (ВЗІІТ) на базі Загальнотехнічного факультету Львівського поліграфічного інституту було здійснено набір на спеціальності залізничного напряму. У 1963 році ці спеціальності були передані до Дніпропетровського інституту інженерів залізничного транспорту (ДІІТ).
У 1972 році для студентів-заочників ДІІТом був створений навчально-консультаційний пункт (НКП) для студентів безвідривної форми навчання у приміщенні Львівського технікуму залізничного транспорту. У 1978 році Львівська залізниця виділила приміщення для НКП у районі залізничного вокзалу. Силами залізниці були обладнані лекційні та спеціалізовані аудиторії, навчальні лабораторії.
У 1996 році з метою покращення умов і якості підготовки інженерних кадрів для регіону розташування Львівської залізниці наказом ректора університету № 236 від 07.06.1996 року за ініціативи та при допомозі Львівської залізниці і особисто начальника залізниці Г.М. Кірпи було створено Львівський факультет з денною формою навчання студентів. Першим деканом Львівського факультету був к ф-м н, доцент Слабковський Іреней-Семен Степанович
Львівською залізницею за адресою м. Львів вул. Іванни Блажкевич 12А було збудовано навчальний корпус. Усі служби брали найактивнішу участь в обладнанні спеціалізованих аудиторій та навчальних лабораторій.
З 2000 по 2004рр. факультет очолював ктн доцент Довганюк Степан Степанович.
У 2004 році наказом Міністра транспорту України №477 від 08.06.2004 р. було створено Львівський навчально-методично-науковий центр, до складу якого увійшли НКП і Львівський факультет.
Навчально-методично-науковий центр очолив колишній працівник Львівської залізниці, секретар Дорпрофсожу Савченко Василь Володимирович.
З 2004 по 2006 рр. обов’язки декана факультету виконує к. ф-м. н, доцент Чорний Борис Іванович.
4 серпня 2006 року наказом Міністерства транспорту та зв’язку України №853 з метою приведення назви відокремленого структурного підрозділу у відповідність до ст. 30 Закону України „Про вищу освіту” Львівський навчально-методично-науковий центр перейменовано у Львівську філію Дніпропетровського національного університету залізничного транспорту імені академіка В. Лазаряна, директором якої був обраний к. т. н, доцент Довганюк С.С., а деканом факультету – д. екон. н., професор Копитко Василь Іванович.
01 листопада 2016р. було призначено директором к.т.н. доцента  Болжеларського Ярослава Володимировича.
У складі Інституту функціонує науково-дослідна лабораторія «Дослідження та попередження залізнично-транспортних пригод». Завідувач лабораторії -  к. т. н., Мілянич Андрій Романович.
Львівської залізниці ніколи не залишали без уваги потреби філії. Це стосується придбання нового обладнання та технічної літератури, ремонту корпуса, оплати комунальних послуг та електроенергії, допомоги в організації навчального процесу, відпочинку та оздоровлення студентів тощо.
Наказом №05 від 1.11.2021 Львівську філію Дніпровського національного університету залізничного транспорту перейменовано у Львівський інститут Українського державного університету науки і технологій.